# HMS Woodcock (U90)
«Вудкок» (англ. HMS Woodcock (U90) — військовий корабель, шлюп типу «Модифікований Блек Свон» Королівського військово-морського флоту Великої Британії часів Другої світової війни.
Шлюп «Вудкок» був закладений 21 жовтня 1941 року на верфі компанії Fairfield Shipbuilding and Engineering Company у Говані. 26 листопада 1942 року він був спущений на воду, а 29 травня 1943 року увійшов до складу Королівських ВМС Великої Британії.
Корабель взяв активну участь у бойових діях на морі в Другій світовій війні, бився у Північній Атлантиці, біля берегів Франції, Англії та Норвегії, а також на Тихому океані, супроводжував атлантичні конвої.
За проявлену мужність та стійкість у боях бойовий корабель заохочений трьома бойовими відзнаками.

## Історія служби
У першій половині липня 1943 року проходив протичовнові навчання із залученням британських підводного човна «Трешер», лідера есмінців «Саумарез», есмінця «Ольстер».
30 липня 1943 року у Біскайській затоці «Вудкок» разом з британським бомбардувальником «Галіфакс» і британськими шлюпами «Врен», «Кайт», «Вудпекер» та «Вайлд Гус» потопив глибинними бомбами німецьку субмарину U-462. 1 член німецького екіпажу загинув, 64 було врятовано.
6 листопада 1943 року під час патрулювання в Північній Атлантиці у взаємодії із шлюпами «Кайт» і «Старлінг» потопив глибинними бомбами німецький підводний човен U-226.
У травні 1944 року шлюп перейшов до Ла-Маншу, де розпочав у складі корабельного угруповання готуватися до висадки союзного десанту в Нормандії. Однак 27 травня 1944 року «Вудкок» зіткнувся з есмінцем «Венус», унаслідок чого став на тривалий ремонт, який продовжувався до грудня 1944 року.
Роботи включали зміни, щоб пристосувати його для служби в Тихому океані, і 5 березня 1945 року «Вудкок» приєднався до британського Тихоокеанського флоту в Манусі. Він був присутній у Токійській затоці в День Перемоги над Японією, 2 вересня 1945 року, коли на борту лінкора «Міссурі» був підписаний Акт про капітуляцію Японії.